# Кашуба Володимир Несторович
Володи́мир Не́сторович Кашу́ба, при народженні — Володимир Омеля́нович Ткаче́нко (15 червня 1900 — 6 березня 1963) — радянський воєначальник, генерал-лейтенант танкових військ. Герой Радянського Союзу (1940).

## Життєпис
Народився 15 травня 1900 року в селі Хоружівці, нині — Недригайлівського району Сумської області, в селянській родині. Українець. У 1912 році закінчив початкову освіту.
У лавах Червоної армії з 1918 року. Учасник громадянської війни в Росії. Воював у складі партизанського загону на Кубані, був помічником начальника кулеметного борту і помічником начальника бронемайданчика на бронепотязі «Загибель контрреволюції». Член РКП(б) з 1919 року. У березні 1921 року брав участь у придушенні Кронштадтського повстання.
У 1925 році закінчив Курси удосконалення командного складу Ленінградського військового округу. Командував танковою ротою, танковим батальйоном, був заступником командира 31-го танкового полку.
У 1935 році закінчив Військову академію механізації і моторизації РСЧА імені Й. В. Сталіна. З 1936 року — капітан, з 1937 року — майор, з 1939 року — полковник.
Особливо командир 35-ї легкої танкової бригади 7-ї армії Північно-Західного фронту полковник В. Н. Кашуба відзначився під час радянсько-фінської війни. 17 грудня 1939 року в бою при прориві ворожої оборони поблизу селища Бабошино (південно-східніше Виборга) вміло керував підрозділами бригади. Отримавши важке поранення, продовжував керувати боєм. Внаслідок поранення втратив ногу.
4 червня 1940 року отримав військове звання «генерал-майора танкових військ». З грудня того ж року — начальник командного факультету Військової академії механізації і моторизації РСЧА імені Й. В. Сталіна. З жовтня 1941 року — начальник 1-го Ульяновського бронетанкового училища. З 1946 по 1950 роки — начальник Харківського бронетанкового училища. У 1950 році вдруге призначений начальником командного факультету Військової академії бронетанкових і механізованих військ. Згодом перебував у апараті військового аташе у Чехословаччині. З 1950 року генерал-лейтенант танкових військ В. Н. Кашуба — у відставці.
Мешкав у Москві, де й помер 6 березня 1963 року. Похований на Введенському кладовищі.

## Нагороди
Указом Президії Верховної Ради СРСР від 15 січня 1940 року за мужність і відвагу, виявлені у боях з фінами, полковникові Кашубі Володимиру Несторовичу присвоєне звання Героя Радянського Союзу з врученням ордена Леніна і медалі «Золота Зірка» (№ 203).
Нагороджений двома орденами Леніна, трьома орденами Червоного Прапора, орденом Червоної Зірки і медалями.

## Пам'ять
У Харкові ім'ям Володимира Кашуби названо вулицю. У смт Недригайлів Сумської області на Алеї Героїв і в Москві, на фасаді будинку по вулиці Червоноказарменній, в якому мешкав В. Н. Кашуба, встановлено меморіальні дошки.